# 은교 (영화)
《은교》는 박범신이 쓴 동명의 소설을 바탕으로 2012년에 개봉한 정지우 감독의 영화이다.

## 줄거리
70대 노시인 이적요는 어느 날 자신의 집 마루에서 잠든 여고생 은교를 발견하고 강렬한 끌림을 느낀다. 은교를 가정부로 고용하면서 이적요는 잊고 지냈던 감정들을 되살리고, 그녀의 순수함과 활기에 젊은 시절의 자신을 투영하며 깊이 사랑하게 된다. 은교로 인해 영감을 받은 이적요는 그녀와의 상상 속 성적 관계를 담은 단편 소설을 쓰기 시작한다. 한편, 이적요의 제자이자 젊은 작가인 서지우는 스승과 은교의 관계를 부적절하다고 여기고 질투심을 느낀다. 결국 서지우는 이적요가 쓴 소설을 훔쳐 자신의 이름으로 발표한다.

## 캐스팅
- 박해일 : 이적요 역
- 김무열 : 서지우 역
- 김고은 : 한은교 역
- 정만식 : 박 사장 역
- 박철현 : 노랑머리 역
- 장윤실 : 김 기자 역
- 정서인 : 수선집주인 역
- 김경일 : 10대카페웨이터 역
- 박진우 : 김 주사 역
- 백현진 : 평론가 역
- 안민영 : 시인 역
- 임미연 : 출판사직원 역
- 김민재 : 룸카페웨이터 역
- 강덕중 : 서지우후배 역
- 이고은 : 룸아가씨 역
- 최은미 : 룸아가씨 역
- 배수현 : 룸아가씨 역
- 이봉규 : 서점주인 역
- 강은경 : 시상식사회자 역
- 김서경 : 카센터정비기사 역
- 곽자형 : 동네주민 역
- 유승우 : 동네주민 역
- 이후빈 : 술집친구 역
- 오세호 : 등산객 역
- 전소영 : 등산객 역
- 윤감용 : 등산객 역
- 나정수 : 등산객 역
- 이요한 : 등산객 역
- 임미경 : 등산객 역
- 이정옥 : 등산객 역
- 이혜정 : 등산객 역
- 김연준 : 등산객 역
- 김재준 : 행인 역
- 김규성 : 행인 역
- 소수현 : 행인 역